# 괴산군의회
괴산군의회는 충청북도 괴산군 지역을 관할하는 기초의회이다.